# Ànim de lucre
En Dret, es denomina ànim de lucre, a la intenció d'una persona d'incrementar el seu patrimoni mitjançant un acte jurídic legal o il·legal.
L'ànim de lucre té importància en moltes esferes del dret, ressaltant l'esfera del dret de contractes i la del dret penal.

## Dret de contractes
- L'ànim de lucre, en tots els contractes onerosos és la causa o element fonamental del contracte, que motiva, almenys a una de les parts, a contractar (normalment, la que rep el muntant del contracte).

## Dret penal
- L'ànim de lucre és un element necessari en molts delictes, principalment aquells delictes patrimonials.

- L'existència d'aquest ànim de lucre serveix per a indicar l'exigència d'una intencionalitat en fer l'acte il·lícit per l'afany egoista per part d'algú per a enriquir el seu patrimoni a costa del de la seva víctima.